# هاروکا آیاسه
هاروکا آیاسه (به ژاپنی: 綾瀬 はるか Haruka Ayase)؛(زادهٔ ۲۴ مارس ۱۹۸۵) هنرپیشه و خواننده اهل ژاپن است.